# Desire (série télévisée)
Pour les articles homonymes, voir Desire.
 (mai 2025).
Desire est un feuilleton télévisé américain en 65 épisodes de 42 minutes, diffusé entre le 5 septembre et le 5 décembre 2006 sur MyNetworkTV.
Ce feuilleton est inédit dans les pays francophones.

## Distribution
- Nate Haden : Louis Thomas
- Zack Silva : Alex Thomas
- Michelle Belegrin : Andrea Zavatti
- Tomy Dunster : George Marston
- Eliana Alexander : Rita Thomas
- Al Bandiero : Peter Evans
- Kelly Albanese : Cara Gamarra
- Gregg Strouse : Cully
- Vivian Gray : Suzy Edwards
- Sofia Milos : Victoria Marston
- Chuti Tiu : Detective Rachel Lin
- Jessie Ward : Penelope Sayers
- Joe Tabbanella : Marco Manetti